# La Jeune Fille assassinée
Pour plus de détails, voir Fiche technique et Distribution.
La Jeune fille assassinée est un film ouest-germano-italo-français réalisé par Roger Vadim en 1974 ; il traite de l'attitude face à la mort.

## Synopsis
Se présentant comme une enquête, le film commence par la découverte d'une jeune femme assassinée. Petit à petit, on remonte dans le temps pour s'apercevoir que ce crime est somme toute la suite logique d'une philosophie de l'existence où ni le sexe ni la mort ne sont des tabous. Et où la vie est croquée à pleines dents !

## Fiche technique
- Titre original : La Jeune Fille assassinée
- Titre italien : Una vita bruciata
- Titre allemand : Ein wildes Leben
- Réalisation et scénario  : Roger Vadim
- Dialogue : Stash Klossowski
- Costumes : Sylvie de Segonzac
- Photographie : Pierre-William Glenn
- Montage : Victoria Mercanton
- Son : Michel Desrois, Auguste Galli
- Musique : Mike Oldfield
- Sociétés de production :  Copra Films (Paris), Gerico Sound (Rome), Paradox Production (Munich)
- Production : Claude Capra, Jean-Roch Rognoni, Alfredo Bini (Italie), Wolfdieter Von Stein (Allemagne)
- Pays de production :  France -  Italie -  Allemagne de l'Ouest
- Format : Son mono -  Couleur (Eastmancolor)
- Genre : drame, thriller érotique
- Durée : 100 minutes
- Date de sortie : 
  - France : 27 novembre 1974
  - Italie : 18 avril 1975
  - Allemagne de l'Ouest : 17 juillet 1975

## Distribution
- Sirpa Lane : Charlotte Marley
- Michel Duchaussoy : Serge
- Mathieu Carrière : Eric von Schellenberg
- Roger Vadim : Georges Viguier
- Alexandre Astruc : l'éditeur Guy
- Anne-Marie Deschodt :  Eliane
- Élisabeth Wiener : Elisabeth
- Thérèse Liotard : Louise
- Sabine Glaser : Agnès
- Anthony Steffen : le Prince Sforza
- Annie Noël : la caissière
- Louis Arbessier et Josette Harmina : les parents de Charlotte
- Igor Lafaurie : le frère
- Lilian Grumbach : la femme de l'éditeur Guy